# 厄尔韦涅什
厄尔韦涅什，是匈牙利维斯普雷姆州所辖的一个村，总面积4.46平方公里，总人口164，人口密度36.8人/平方公里（2010年1月1日）。